# Sub Sub
Sub Sub was een Britse housegroep uit Manchester die bestond uit Jez Williams (1970), Andy Williams (1970) en Jimi Goodwin (1970). In Nederland werd de groep met name bekend vanwege het nummer Ain't No Love (Ain't No Use) dat in 1993 de top 40 bereikte. Een studiobrand maakte een einde aan Sub Sub, waarna het drietal verder ging als indierockband Doves.

## Geschiedenis
Jimi Goodwin en de tweelingbroers Andy en Jez Williams ontmoetten elkaar voor het eerst halverwege de jaren tachtig. Ze gingen samen geregeld uit bij de club The Haçienda in hun woonplaats Manchester, die een broedplaats was voor de opkomende housemuziek. Om er zeker van te zijn altijd op de gastenlijst te komen, besloten ze zelf een nummer op te nemen. Dat werd het nummer Space Face (1991), dat ze met geleend geld van hun moeder lieten persen.  Het nummer was een grote hit in de Hacienda. Hierdoor werden ze opgepikt door Rob Gretton, die ze een contract gaf voor zijn label. Hierop verscheen in 1993 de single Ain't No Love (Ain't No Use) met Melanie Williams, die in meerdere Europese landen een hit was. Daarna volgden er nog enkele singles en het album Full Fathom Five.
Sub Sub begon met opnames voor een tweede album waarop de brug met rock werd gezocht. De opnames liepen echter spaak toen in februari van 1996 de studio afbrandde. Het tweede album werd nooit afgemaakt. Wel verscheen de verzamelaar Delta Tapes (1998), waarop het nog niet uitgebrachte werkt staat. Tracks die zijn gemaakt met Bernard Sumner en Tricky werden ook op single uitgebracht. Het trio besloot daarna om Sub Sub te laten voor wat het was en de indierockgroep Doves op te richten. Deze bracht tussen 2000 en 2009 vier albums uit.

## Discografie

### Singles
- Space face (1991)
- Coast EP (1992)
- Ain't No Love (Ain't No Use) (ft. Melanie Williams) (1993)
- Angel (1994)
- Respect (ft. Nina Henchion) (1994)
- Southern Trees (1994)
- Smoking Beagles (ft. Tricky) (1996)
- This Time I'm Not Wrong (ft. Bernard Sumner) (1997)

| Single met eventuele hitnotering(en) in de Nederlandse Top 40 | Datum van verschijnen | Datum van binnenkomst | Hoogste positie | Aantal weken | Opmerkingen          |
| ------------------------------------------------------------- | --------------------- | --------------------- | --------------- | ------------ | -------------------- |
| Ain't No Love (Ain't No Use)                                  |                       | 04-09-1993            | 25              | 4            | met Melanie Williams |

### Albums
- Full Fathom Five (1994)
- Delta tapes (1998)